# Фракийцы

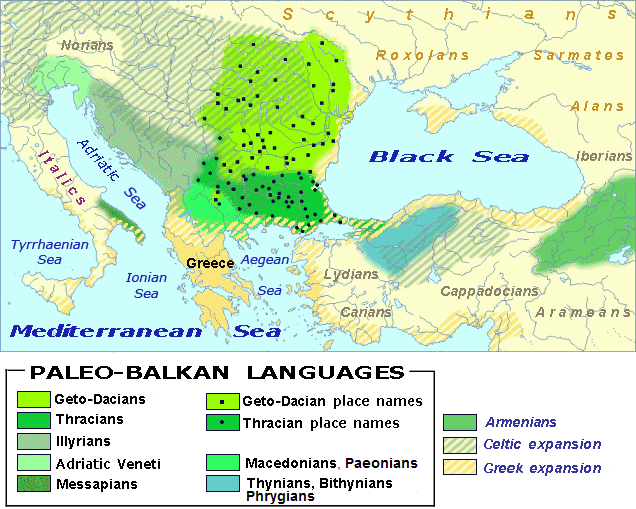
Палеобалканские языки в Восточной Европе в V—I веках до н. э.

Фраки́йцы (др.-греч. Θρᾷκες, лат. Thraci, болг. Траки) — древний народ, группа индоевропейских племён, обитавшая на северо-востоке Балканского полуострова и северо-западе Малой Азии.
Говорили на фракийском языке, который относят к раннеиндоевропейским палеобалканским языкам. Могущественное племя фракийцев — одрисы — основало в 450 году до н. э. государство во Фракии, впоследствии покорённое Филиппом Македонским (при нём на месте фракийского поселения был основан Филиппополь), в 46 году н. э. при Клавдии было подчинено римлянами.

## Внешний облик

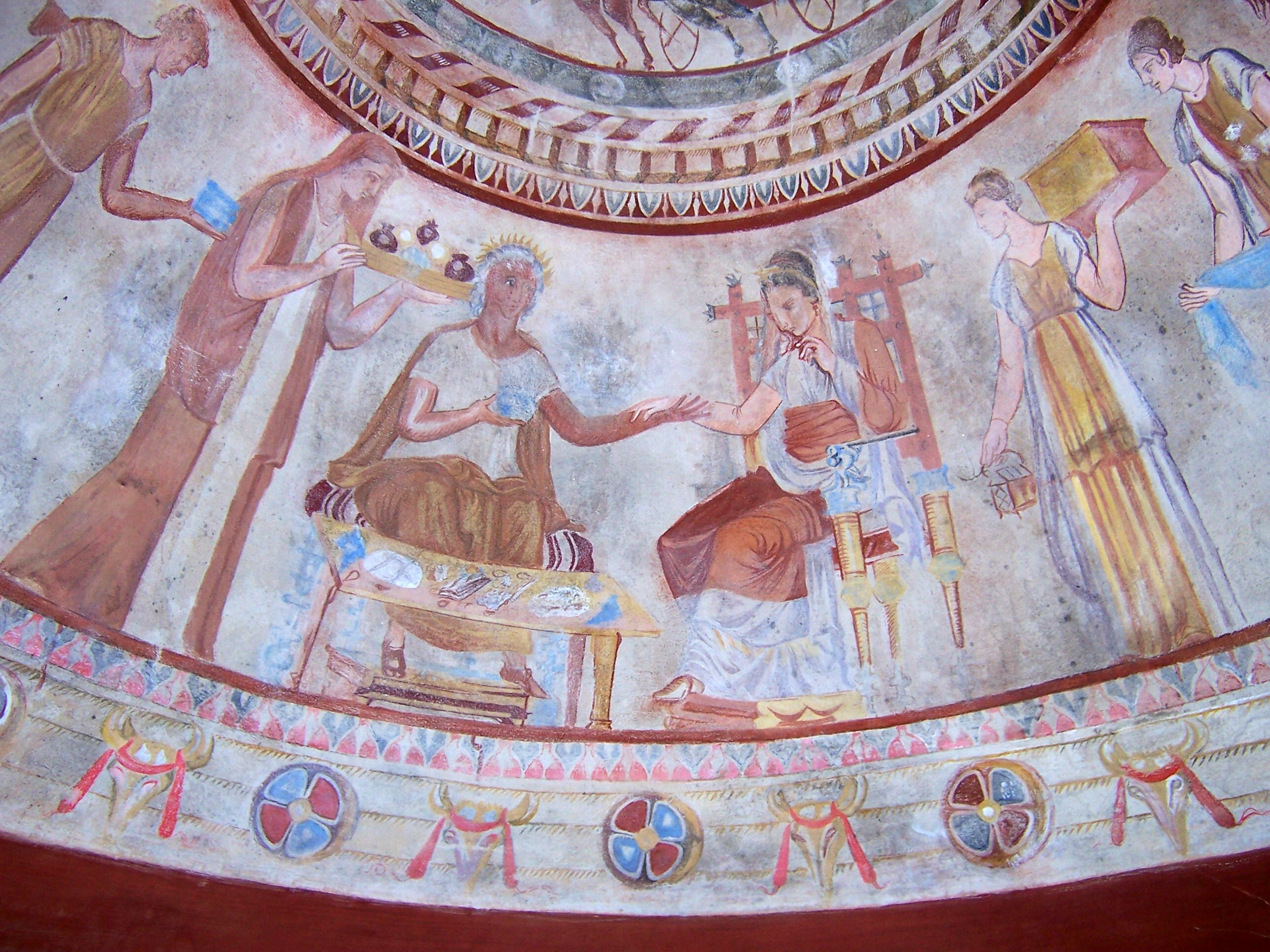
Фракийский царь и царица из Казанлыкской гробницы, созданной в конце IV — начале III века до н. э.

Греческий философ Ксенофан описывает фракийских богов как внешне отличных от греческих из-за сочетания светлых волос и голубых глаз:
Голубоокими их же и русыми мыслят фракийцы…
Однако сами фракийцы антропологически в основном относились к грацильным южноевропеоидным типам. Согласно генетическим исследованиям, из 6 фракийцев железного века (стоянка Капитан-Андреево), у 5 были карие глаза и у 1 голубые; 4 имели светло-коричневые волосы и 2 темно-коричневые; у 1 была светлая кожа и у 5 среднего цвета.
Геродот так описывает снаряжение фракийцев, воюющих с греками в составе персидской армии:

У фракийцев в походе на головах были лисьи шапки. На теле они носили хитоны, а поверх — пёстрые бурнусы. На ногах и коленях у них были обмотки из оленьей шкуры. Вооружены они были дротиками, пращами и маленькими кинжалами.

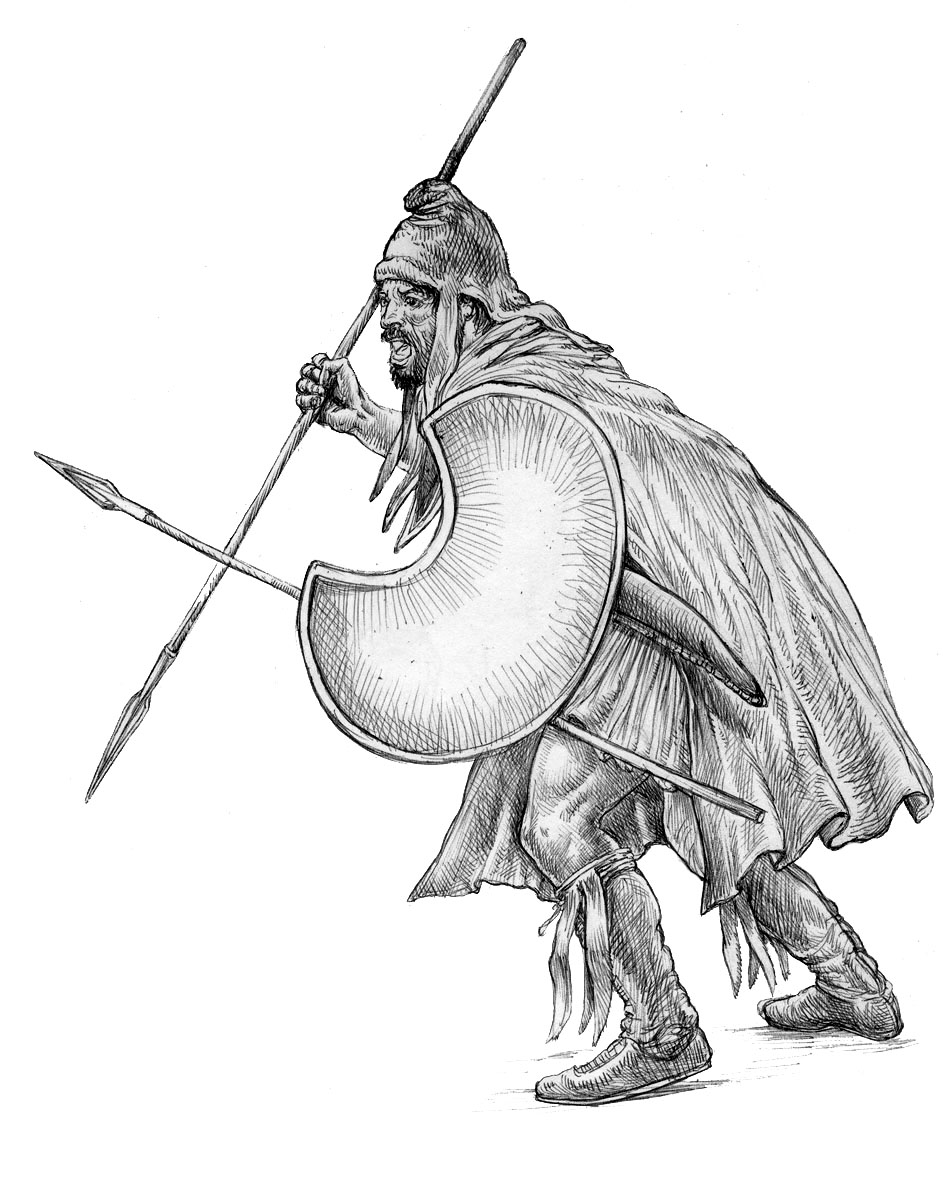
Фракийский пелтаст (пехотинец)

Фракийцы отпускали усы и бороду, а волосы на голове носили на макушке, а остальную часть головы брили; фракийцев называют ακροκόμαι (поднимающие волосы на макушку).

## Происхождение
Ряд исследователей отождествляет предков фракийцев с носителями сабатиновской либо белогрудовской культуры.
Согласно генетическим исследованиям, в Болгарии раннего бронзового века найдены образцы преимущественно с гаплогруппами I2a1b1-L701 и R1b-Z2103, встречавшиеся у представителей ямной культуры. Тогда как среди образцов из Болгарии железного века (Капитан-Андреево), 4 образца имеют гаплогруппу E-V13 (субклады BY3880 и CTS1273), 3 E-M78 (L618) и 1 R1a-Z93.

## Исторические области фракийцев
Фракийские племена (около 200 этнонимов) были очень многочисленны и жили на территории современного Балканского полуострова и части Малой Азии.
- Фракия (Болгария и европейская Турция)
- Дакия (Румыния)
- Вифиния (северо-западная Анатолия)
- Мизия (северо-западная Анатолия)

## История
Формирование и распространение фракийцев в Малую Азию относится к эпохе миграций народов моря. Уже Гомер помещает фракийцев на берегах Геллеспонта («Илиада», II, 845).
К V веку до н. э. фракийцы заселяли северо-восток Балкан и земли, прилегающие с запада к Чёрному морю. Геродот называет их вторыми (после индийцев) по численности в известном мире, и потенциально самыми мощными в военном плане — если они прекратят внутренние склоки. В ту эпоху фракийцы были разделены на большое количество враждующих племён, об их внутренних войнах красочно поведал Ксенофонт в своём «Анабасисе». Однако фракийцам удавалось создать на некоторое время непрочные государства, такие как Одрисское царство, самое крупное в Европе V века до н. э., и в римское время — Дакия во главе с Буребистой. После вторжения кельтских племён во Фракию образуется царство галлов со столицей в городе Тилис.
В конечном счёте, большинство фракийцев переняли греческую (в области Фракии) и римскую культуры (Мёзия, Дакия и так далее) и, по сути, стали подданными этих государств.
Однако небольшие группы фракийцев существовали ещё до переселения славян на Балканы в VI веке н. э., то есть не исключено, что часть фракийцев была ассимилирована славянами.

## Археология

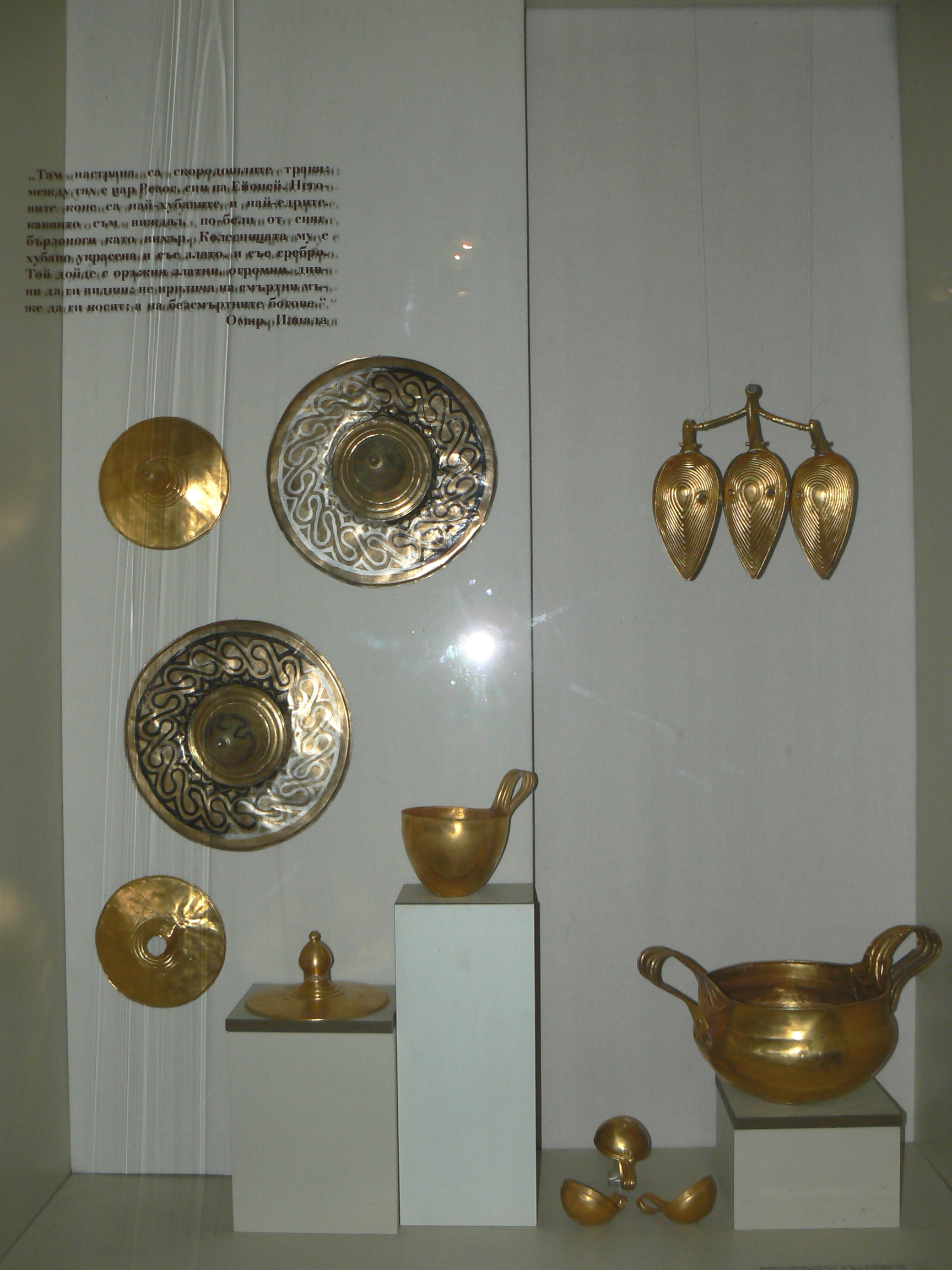
Фракийские артефакты

На протяжении 2000-х годов археологи производили раскопки в центральной Болгарии, в местности, названной ими «Долиной фракийских царей». 19 августа 2005 года появились сообщения, что удалось обнаружить столицу Фракии неподалёку от современного города Карлово, Болгария. Множество гладких обломков керамики (куски черепицы крыш и греческих ваз), обнаруженных при раскопках, говорят о богатстве жителей города. Министр культуры Болгарии заявил о своей поддержке дальнейших раскопок.

## Записи о фракийцах
Записи о фракийцах в «Илиаде» рассказывают в основном о Геллеспонте и о племени киконы, которое воевало на стороне троянцев («Илиада», книга II). От фракийцев к их соседям грекам перешло множество мифических существ, таких как бог Дионис, царевна Европа и герой Орфей.
В своей пятой книге Геродот описывает обычаи фракийских племён:

У племён же, обитающих севернее крестонеев, существует вот какой обычай. Когда кто-нибудь из племени умирает, то его жёны (а у всех их много жён) начинают жаркий спор (при ревностном участии друзей): какую из них покойник-муж любил больше всех. Разрешив спор, мужчины и женщины осыпают супругу-избранницу похвалами и ближайшие родственники закалывают её на могиле и затем предают земле вместе с супругом. Остальные же жёны сильно горюют, что выбор пал не на них: ведь это для них — величайший позор.
Обычаи прочих фракийцев вот какие: детей своих они продают на чужбину. Целомудрие девушек они не хранят, позволяя им вступать в сношение с любым мужчиной. Напротив, верность замужних женщин строго соблюдают и покупают себе жён у родителей за большие деньги. Татуировка на теле считается у них признаком благородства. У кого её нет, тот не принадлежит к благородным. Человек, проводящий время в праздности, пользуется у них большим почётом. Напротив, к земледельцу они относятся с величайшим презрением. Наиболее почётной они считают жизнь воина и разбойника. Таковы самые замечательные их обычаи.
Богов фракийцы чтут только трёх: Ареса, Диониса и Артемиду. А их цари (в отличие от остального народа) больше всех богов почитают Гермеса и клянутся только им. По их словам, и сами они произошли от Гермеса.
Погребальные обряды богатых фракийцев вот какие. Тело покойника выставляют на три дня. При этом закалывают жертвенных животных всякого рода и после погребальных воплей устраивают тризну. Затем тело сжигают или иным способом предают земле и, насыпав курган, устраивают различные состязания. Высшие награды назначаются за единоборство, смотря по важности состязания. Это погребальные обычаи фракийцев.

Иосиф Флавий утверждал, что родоначальником фракийцев был седьмой сын Иафета, Тирас. Он также утверждал, что изначально фракийцы назывались тирасийцами, но потом греки переименовали их.

## Фракийские племена
Ниже представлен неполный список фракийских племён:
- Бессы
- Бизалты
- Битины
- Геты[12]
- Даки:
  - Апулиты
  - Карпы (народ)
  - Костобоки
  - Сукьи
- Дии
- Киконы
- Меды
- Мушки
- Нипсеи[12]
- Одоманты
- Одрисы
  - Сифоны
- Пиерийцы (пиериды)
- Сатры
- Скирмиады (Геродот, История 4:93)
- Травсы
- Трибаллы
- Эдоны

Не полностью фракийские племена:
- Агафирсы (скифско-фракийское племя)
- Дарданцы (племя, сложившееся в результате смешения фракийцев, иллирийцев и, возможно, пеонийцев)

## Известные фракийцы
- Буребиста — царь Дакии, подчинивший своей власти огромную фракийскую территорию от современной Моравии на западе до реки Буг на востоке, от Карпат на севере, до Дионисополиса (современный Балчик) на юге.
- Децебал — царь Дакии, победивший во множестве сражений с римлянами, но был разбит войском Траяна.
- Орфей — в древнегреческой мифологии певец, музыкант, игравший на лире. Сыграл важную роль в религии Греции и Болгарии.
- Спартак — римский гладиатор, поднявший восстание на Апеннинском полуострове в 73-71 годах до н. э. Его армия, состоявшая в основном из бежавших гладиаторов и рабов, разбила несколько римских легионов в войне, известной как Третья война с рабами или Восстание Спартака.
- Максимин I Фракиец (Гай Юлий Вер Максимин Фракиец) — римский император с 20 марта 235 по 22 марта 238 года, первый «солдатский император». Родился во фракийском селении, отец был готом, а мать аланкой.